# 1. Fußball-Club Saarbrücken 1990-1991
Questa voce raccoglie le informazioni riguardanti il 1. Fußball-Club Saarbrücken nelle competizioni ufficiali della stagione 1990-1991.

## Stagione
Nella stagione 1990-1991 il Saarbrücken, allenato da Klaus Schlappner e Dieter Ferner, concluse il campionato di 2. Bundesliga al 5º posto. In Coppa di Germania il Saarbrücken fu eliminato agli ottavi di finale dall'Eintracht Francoforte.

## Rosa
| N. |                     | Ruolo | Calciatore         |
| -- | ------------------- | ----- | ------------------ |
|    | Germania (bandiera) | P     | Heinz Böhmann      |
|    | Germania (bandiera) | P     | Stephan Straub     |
|    | Germania (bandiera) | P     | Alfred Wahlen      |
|    | Germania (bandiera) | D     | Bernd Eichmann     |
|    | Polonia (bandiera)  | D     | Wenanty Fuhl       |
|    | Germania (bandiera) | D     | Florian Gothe      |
|    | Germania (bandiera) | D     | Eugen Hach         |
|    | Germania (bandiera) | D     | Matthias Hönerbach |
|    | Bulgaria (bandiera) | D     | Nasko Jelev        |
|    | Germania (bandiera) | D     | Michael Nushöhr    |
|    | Germania (bandiera) | C     | Uli Kiefer         |
|    | Germania (bandiera) | C     | Frank Kirchhoff    |
|    | Germania (bandiera) | C     | Thomas Kristl      |

| N. |                     | Ruolo | Calciatore          |
| -- | ------------------- | ----- | ------------------- |
|    | Germania (bandiera) | C     | Markus Osthoff      |
|    | Germania (bandiera) | C     | Christiaan Pförtner |
|    | Germania (bandiera) | C     | Bernd Rohrbacher    |
|    | Germania (bandiera) | C     | Jörg Roth           |
|    | Germania (bandiera) | C     | Wolfgang Schüler    |
|    | Germania (bandiera) | C     | Axel Schwarz        |
|    | Germania (bandiera) | C     | Danny Schwarz       |
|    | Germania (bandiera) | C     | Adrian Spyrka       |
|    | Nigeria (bandiera)  | A     | Jonathan Akpoborie  |
|    | Germania (bandiera) | A     | Heikko Glöde        |
|    | Germania (bandiera) | A     | Michael Krätzer     |
|    | Germania (bandiera) | A     | Michael Preetz      |
|    | Germania (bandiera) | A     | Lutz Schnürer       |

## Organigramma societario
Area tecnica
- Allenatore: Dieter Ferner
- Allenatore in seconda:
- Preparatore dei portieri:
- Preparatori atletici:

## Calciomercato

### Sessione estiva
| Acquisti | Acquisti         | Acquisti           | Acquisti |
| R.       | Nome             | da                 | Modalità |
| -------- | ---------------- | ------------------ | -------- |
| A        | Heikko Glöde     | Osnabrück          |          |
| C        | Thomas Kristl    | Norimberga         |          |
| C        | Markus Osthoff   | Saar 05            |          |
| A        | Michael Preetz   | Fortuna Düsseldorf |          |
| C        | Wolfgang Schüler | Kickers Stoccarda  |          |

| Cessioni | Cessioni         | Cessioni              | Cessioni |
| R.       | Nome             | a                     | Modalità |
| -------- | ---------------- | --------------------- | -------- |
| A        | Thomas Epp       | Bochum                |          |
| C        | Reiner Geyer     | Schweinfurt 05        |          |
| D        | Norbert Schlegel | Hertha Berlino        |          |
| A        | Anthony Yeboah   | Eintracht Francoforte |          |

### Sessione invernale
| Acquisti | Acquisti | Acquisti | Acquisti |
| R.       | Nome     | da       | Modalità |
| -------- | -------- | -------- | -------- |

| Cessioni | Cessioni | Cessioni | Cessioni |
| R.       | Nome     | a        | Modalità |
| -------- | -------- | -------- | -------- |

## Risultati

### 2. Bundesliga

#### Girone di andata
| Arbitro: | Strigel |

|                                     |           |               |
| Anderbrügge 52’ Sendscheid 62’, 66’ | Marcatori | 73’ Akpoborie |

| Saarbrücken 7 agosto 1990, ore 19:30 CEST 2ª giornata | Saarbrücken | 0 – 0 referto | Kickers Stoccarda | Ludwigsparkstadion (8 500 spett.)\| Arbitro: \| Prengel \| |
| Arbitro:                                              | Prengel     |               |                   |                                                            |

| Homburg 10 agosto 1990, ore 19:00 CEST 3ª giornata | Homburg | 0 – 0 referto | Saarbrücken | Waldstadion (10 000 spett.)\| Arbitro: \| Fux \| |
| Arbitro:                                           | Fux     |               |             |                                                  |

| Arbitro: | Scheuerer |

|                                                |           |              |
| Preetz 54’ Fuhl 67’ Pförtner 80’ Akpoborie 86’ | Marcatori | 28’ Gräbener |

| Arbitro: | Dardenne |

|  |           |               |
|  | Marcatori | 77’ Akpoborie |

| Arbitro: | Best |

|            |           |  |
| Preetz 66’ | Marcatori |  |

| Friburgo in Brisgovia 1º settembre 1990, ore 15:00 CEST 7ª giornata | Friburgo | 0 – 0 referto | Saarbrücken | Dreisamstadion (9 100 spett.)\| Arbitro: \| Schmidt \| |
| Arbitro:                                                            | Schmidt  |               |             |                                                        |

| Saarbrücken 5 settembre 1990, ore 19:30 CEST 8ª giornata | Saarbrücken | 0 – 0 referto | Magonza | Ludwigsparkstadion (6 000 spett.)\| Arbitro: \| Weber \| |
| Arbitro:                                                 | Weber       |               |         |                                                          |

| Arbitro: | Harder |

|                        |           |                                                 |
| Friz 15’, 63’ Pilz 25’ | Marcatori | 46’, 79’ Preetz 74’ (rig.) Spyrka 85’ Akpoborie |

| Arbitro: | Albrecht |

|                              |           |  |
| Preetz 15’ Spyrka 49’ (rig.) | Marcatori |  |

| Arbitro: | Ronig |

|                |           |  |
| Eichenauer 40’ | Marcatori |  |

| Arbitro: | Gangkofer |

|                     |           |  |
| Fuhl 14’ Preetz 75’ | Marcatori |  |

| Saarbrücken 5 ottobre 1990, ore 19:00 CET 13ª giornata | Saarbrücken | 0 – 0 referto | Blau-Weiß Berlin | Ludwigsparkstadion (5 400 spett.)\| Arbitro: \| Boos \| |
| Arbitro:                                               | Boos        |               |                  |                                                         |

| Arbitro: | Kriegelstein |

|  |           |             |
|  | Marcatori | 35’ Schüler |

| Arbitro: | Dardenne |

|                       |           |           |
| Preetz 5’ Schüler 68’ | Marcatori | 80’ Voigt |

| Arbitro: | Kuhne |

|  |           |                      |
|  | Marcatori | 47’ Fuhl 82’ Schüler |

| Arbitro: | Kasper |

|                                                          |           |                       |
| Preetz 17’ Glöde 25’, 36’ (rig.) Nushöhr 77’ Schüler 90’ | Marcatori | 45’ Jerković 75’ Weiß |

| Arbitro: | Lehnardt |

|             |           |  |
| Tönnies 34’ | Marcatori |  |

| Saarbrücken 23 novembre 1990, ore 19:00 CET 19ª giornata | Saarbrücken | 0 – 0 referto | Waldhof Mannheim | Ludwigsparkstadion (10 000 spett.)\| Arbitro: \| Feistner \| |
| Arbitro:                                                 | Feistner    |               |                  |                                                              |

#### Girone di ritorno
| Arbitro: | Amerell |

|            |           |            |
| Kristl 45’ | Marcatori | 77’ Lyutiy |

| Arbitro: | Schmidhuber |

|                       |           |  |
| Vollmer 16’ Marin 31’ | Marcatori |  |

| Saarbrücken 28 marzo 1991, ore 20:15 CET 22ª giornata | Saarbrücken | 0 – 0 referto | Homburg | Ludwigsparkstadion (9 300 spett.)\| Arbitro: \| Weber \| |
| Arbitro:                                              | Weber       |               |         |                                                          |

| Arbitro: | Strampe |

|           |           |  |
| Gäher 32’ | Marcatori |  |

| Arbitro: | Gochermann |

|                                          |           |               |
| Pförtner 16’, 82’ Krätzer 53’ Kristl 90’ | Marcatori | 46’ Steinbach |

| Arbitro: | Domurat |

|            |           |            |
| Heisig 48’ | Marcatori | 10’ Preetz |

| Arbitro: | Führer |

|                               |           |                                       |
| Preetz 29’ (rig.) Krätzer 46’ | Marcatori | 76’ Schlotterbeck 78’ Spies 84’ Zeyer |

| Arbitro: | Berg |

|                |           |  |
| Herzberger 28’ | Marcatori |  |

| Arbitro: | Rubel |

|            |           |             |
| Spyrka 70’ | Marcatori | 25’ Lottner |

| Arbitro: | Mierswa |

|           |           |            |
| Basler 9’ | Marcatori | 66’ Kristl |

| Arbitro: | Harder |

|            |           |  |
| Preetz 23’ | Marcatori |  |

| Meppen 21 aprile 1991, ore 15:00 CEST 31ª giornata | Meppen | 0 – 0 referto | Saarbrücken | Hindenburgstadion (4 500 spett.)\| Arbitro: \| Broska \| |
| Arbitro:                                           | Broska |               |             |                                                          |

| Arbitro: | Mölm |

|                  |           |             |
| Schlumberger 29’ | Marcatori | 33’ Schüler |

| Arbitro: | Brückner |

|                                               |           |              |
| Krätzer 9’ Schüler 22’ Kristl 74’ (rig.), 85’ | Marcatori | 42’ Schuster |

| Arbitro: | Fröhlich |

|  |           |                        |
|  | Marcatori | 49’ Krätzer 90’ Preetz |

| Saarbrücken 25 maggio 1991, ore 15:00 CEST 35ª giornata | Saarbrücken | 0 – 0 referto | Havelse | Ludwigsparkstadion (3 000 spett.)\| Arbitro: \| Jansen \| |
| Arbitro:                                                | Jansen      |               |         |                                                           |

| Arbitro: | Brückner |

|                         |           |             |
| Reuß 61’ Baranowski 78’ | Marcatori | 71’ Schüler |

| Arbitro: | Amerell |

|  |           |                |
|  | Marcatori | 56’ Struckmann |

| Arbitro: | Kasper |

|             |           |                                              |
| Hecking 60’ | Marcatori | 38’ (rig.) Gothe 64’ Kirchhoff 81’ Akpoborie |

### Coppa di Germania
| Arbitro: | Harder |

|                     |           |                                                      |
| Akar 46’ Brandt 81’ | Marcatori | 13’, 72’ Schüler 52’, 76’, 76’ Akpoborie 85’ Krätzer |

| Arbitro: | Kirsch |

|  |           |             |
|  | Marcatori | 75’ Schüler |

| Saarbrücken 1º dicembre 1990, ore 15:30 CET Ottavi di finale | Saarbrücken | 0 – 0 (d.t.s.) referto | Eintracht Francoforte | Ludwigsparkstadion (20 000 spett.)\| Arbitro: \| Krug \| |
| Arbitro:                                                     | Krug        |                        |                       |                                                          |

| Arbitro: | Assenmacher |

|                                  |           |                       |
| Yeboah 12’ Kruse 81’ Möller 104’ | Marcatori | 7’ Schüler 86’ Preetz |

## Statistiche

### Statistiche di squadra
| Competizione      | Punti | In casa | In casa | In casa | In casa | In casa | In casa | In trasferta | In trasferta | In trasferta | In trasferta | In trasferta | In trasferta | Totale | Totale | Totale | Totale | Totale | Totale | DR  |
| Competizione      | Punti | G       | V       | N       | P       | Gf      | Gs      | G            | V            | N            | P            | Gf           | Gs           | G      | V      | N      | P      | Gf     | Gs     | DR  |
| ----------------- | ----- | ------- | ------- | ------- | ------- | ------- | ------- | ------------ | ------------ | ------------ | ------------ | ------------ | ------------ | ------ | ------ | ------ | ------ | ------ | ------ | --- |
| 2. Bundesliga     | 44    | 19      | 9       | 8       | 2       | 29      | 12      | 19           | 6            | 6            | 7            | 18           | 18           | 38     | 15     | 14     | 9      | 47     | 30     | +17 |
| Coppa di Germania | -     | 1       | 0       | 1       | 0       | 0       | 0       | 3            | 2            | 0            | 1            | 9            | 5            | 4      | 2      | 1      | 1      | 9      | 5      | +4  |
| Totale            | 44    | 20      | 9       | 9       | 2       | 29      | 12      | 22           | 8            | 6            | 8            | 27           | 23           | 42     | 17     | 15     | 10     | 56     | 35     | +21 |

### Andamento in campionato
| Giornata  | 1  | 2  | 3  | 4 | 5 | 6 | 7 | 8 | 9 | 10 | 11 | 12 | 13 | 14 | 15 | 16 | 17 | 18 | 19 | 20 | 21 | 22 | 23 | 24 | 25 | 26 | 27 | 28 | 29 | 30 | 31 | 32 | 33 | 34 | 35 | 36 | 37 | 38 |
| --------- | -- | -- | -- | - | - | - | - | - | - | -- | -- | -- | -- | -- | -- | -- | -- | -- | -- | -- | -- | -- | -- | -- | -- | -- | -- | -- | -- | -- | -- | -- | -- | -- | -- | -- | -- | -- |
| Luogo     | T  | C  | T  | C | T | C | T | C | T | C  | T  | C  | C  | T  | C  | T  | C  | T  | C  | C  | T  | C  | T  | C  | T  | C  | T  | C  | T  | C  | T  | T  | C  | T  | C  | T  | C  | T  |
| Risultato | P  | N  | N  | V | V | V | N | N | V | V  | P  | V  | N  | V  | V  | V  | V  | P  | N  | N  | P  | N  | P  | V  | N  | P  | P  | N  | N  | V  | N  | N  | V  | V  | N  | P  | P  | V  |
| Posizione | 14 | 15 | 16 | 8 | 6 | 5 | 6 | 5 | 4 | 4  | 5  | 4  | 4  | 3  | 3  | 3  | 3  | 3  | 3  | 4  | 4  | 4  | 5  | 4  | 4  | 5  | 6  | 6  | 6  | 5  | 5  | 5  | 5  | 5  | 4  | 4  | 7  | 5  |

Legenda:

Luogo: C = Casa; T = Trasferta. Risultato: V = Vittoria; N = Pareggio; P = Sconfitta.

### Statistiche dei giocatori
| Giocatore     | 2. Bundesliga | 2. Bundesliga | 2. Bundesliga | 2. Bundesliga | Coppa di Germania | Coppa di Germania | Coppa di Germania | Coppa di Germania | Totale   | Totale | Totale      | Totale     |
| Giocatore     | Presenze      | Reti          | Ammonizioni   | Espulsioni    | Presenze          | Reti              | Ammonizioni       | Espulsioni        | Presenze | Reti   | Ammonizioni | Espulsioni |
| ------------- | ------------- | ------------- | ------------- | ------------- | ----------------- | ----------------- | ----------------- | ----------------- | -------- | ------ | ----------- | ---------- |
| J. Akpoborie  | 30            | 5             | 3             | 1             | 2                 | 3                 | 0                 | 0                 | 32       | 8      | 3           | 1          |
| H. Böhmann    | 16            | 0             | 0             | 0             | 1                 | 0                 | 0                 | 0                 | 17       | 0      | 0           | 0          |
| B. Eichmann   | 23            | 0             | 7             | 0             | 3                 | 0                 | 0                 | 0                 | 26       | 0      | 7           | 0          |
| W. Fuhl       | 33            | 3             | 6             | 1             | 4                 | 0                 | 1                 | 0                 | 37       | 3      | 7           | 1          |
| H. Glöde      | 26            | 2             | 1             | 0             | 1                 | 0                 | 0                 | 0                 | 27       | 2      | 1           | 0          |
| F. Gothe      | 25            | 1             | 6             | 1             | 3                 | 0                 | 0                 | 0                 | 28       | 1      | 6           | 1          |
| E. Hach       | 36            | 0             | 2             | 0             | 4                 | 0                 | 2                 | 0                 | 40       | 0      | 4           | 0          |
| M. Hönerbach  | 27            | 0             | 1             | 1             | 3                 | 0                 | 0                 | 0                 | 30       | 0      | 1           | 1          |
| N. Jelev      | 12            | 0             | 1             | 0             | 2                 | 0                 | 0                 | 0                 | 14       | 0      | 1           | 0          |
| U. Kiefer     | 11            | 0             | 4             | 0             | 0                 | 0                 | 0                 | 0                 | 11       | 0      | 4           | 0          |
| F. Kirchhoff  | 11            | 1             | 1             | 0             | 1                 | 0                 | 0                 | 0                 | 12       | 1      | 1           | 0          |
| T. Kristl     | 15            | 5             | 2             | 0             | 2                 | 0                 | 1                 | 0                 | 17       | 5      | 3           | 0          |
| M. Krätzer    | 29            | 4             | 7             | 0             | 4                 | 1                 | 1                 | 0                 | 33       | 5      | 8           | 0          |
| M. Nushöhr    | 31            | 1             | 5             | 0             | 3                 | 0                 | 3                 | 0                 | 34       | 1      | 8           | 0          |
| M. Osthoff    | 2             | 0             | 0             | 0             | 0                 | 0                 | 0                 | 0                 | 2        | 0      | 0           | 0          |
| C. Pförtner   | 31            | 3             | 4             | 0             | 4                 | 0                 | 1                 | 0                 | 35       | 3      | 5           | 0          |
| M. Preetz     | 38            | 12            | 4             | 0             | 4                 | 1                 | 0                 | 0                 | 42       | 13     | 4           | 0          |
| B. Rohrbacher | 0             | 0             | 0             | 0             | 0                 | 0                 | 0                 | 0                 | 0        | 0      | 0           | 0          |
| J. Roth       | 1             | 0             | 0             | 0             | 0                 | 0                 | 0                 | 0                 | 1        | 0      | 0           | 0          |
| L. Schnürer   | 4             | 0             | 0             | 0             | 1                 | 0                 | 0                 | 0                 | 5        | 0      | 0           | 0          |
| A. Schwarz    | 8             | 0             | 2             | 0             | 0                 | 0                 | 0                 | 0                 | 8        | 0      | 2           | 0          |
| D. Schwarz    | 0             | 0             | 0             | 0             | 0                 | 0                 | 0                 | 0                 | 0        | 0      | 0           | 0          |
| W. Schüler    | 26            | 7             | 5             | 0             | 3                 | 4                 | 1                 | 0                 | 29       | 11     | 6           | 0          |
| A. Spyrka     | 34            | 3             | 4             | 0             | 4                 | 0                 | 0                 | 1                 | 38       | 3      | 4           | 1          |
| S. Straub     | 0             | 0             | 0             | 0             | 0                 | 0                 | 0                 | 0                 | 0        | 0      | 0           | 0          |
| A. Wahlen     | 22            | 0             | 1             | 0             | 3                 | 0                 | 0                 | 0                 | 25       | 0      | 1           | 0          |